# Guerra Egípcio-Otomana (1839–1841)

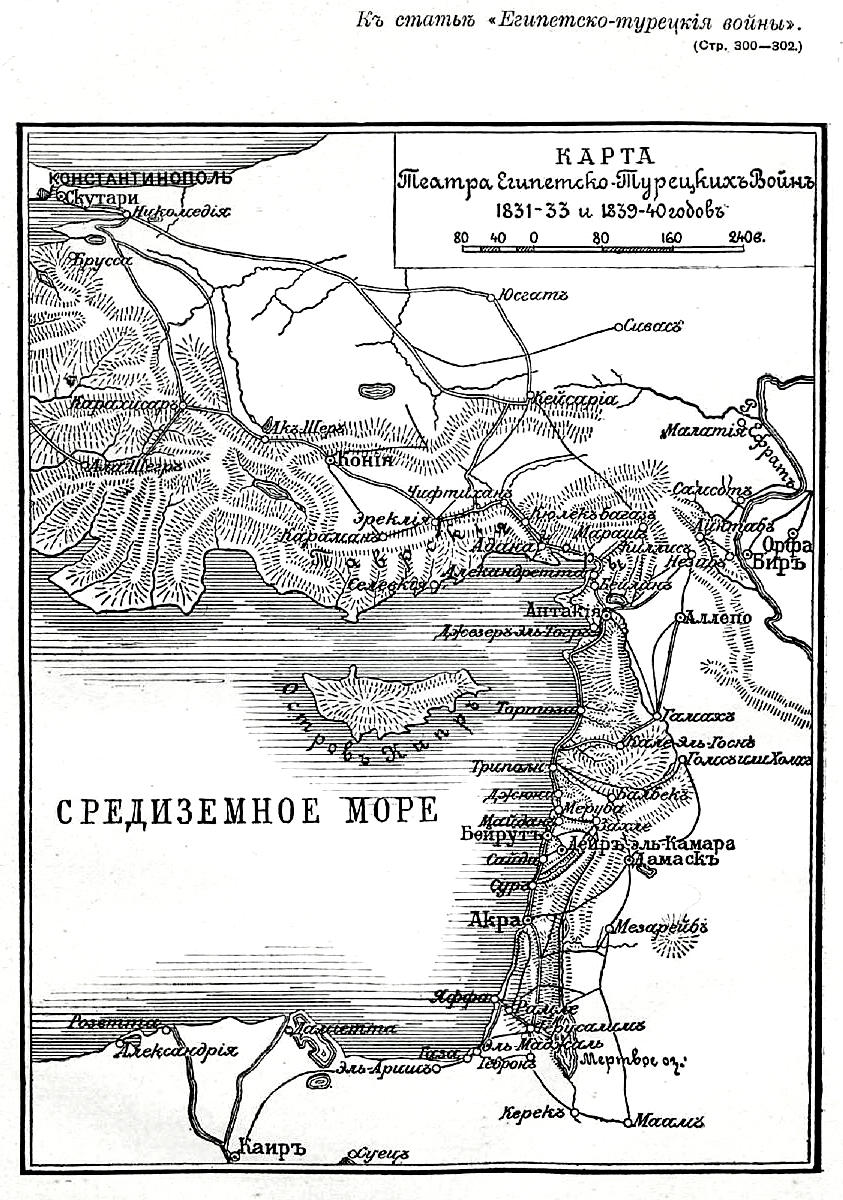
Mapa centrado no Chipre, mostrando a região do mar negro que corresponde à atual Turquia, Israel e Egito.

A Segunda Guerra Egípcio-Otomana ou Segunda Guerra Turco-Egípcia foi provocada pelo interesse do Império Otomano em retomar territórios perdidos ao Egito Otomano sob Maomé Ali na Primeira Guerra Egípcio-Otomana. 

## O conflito

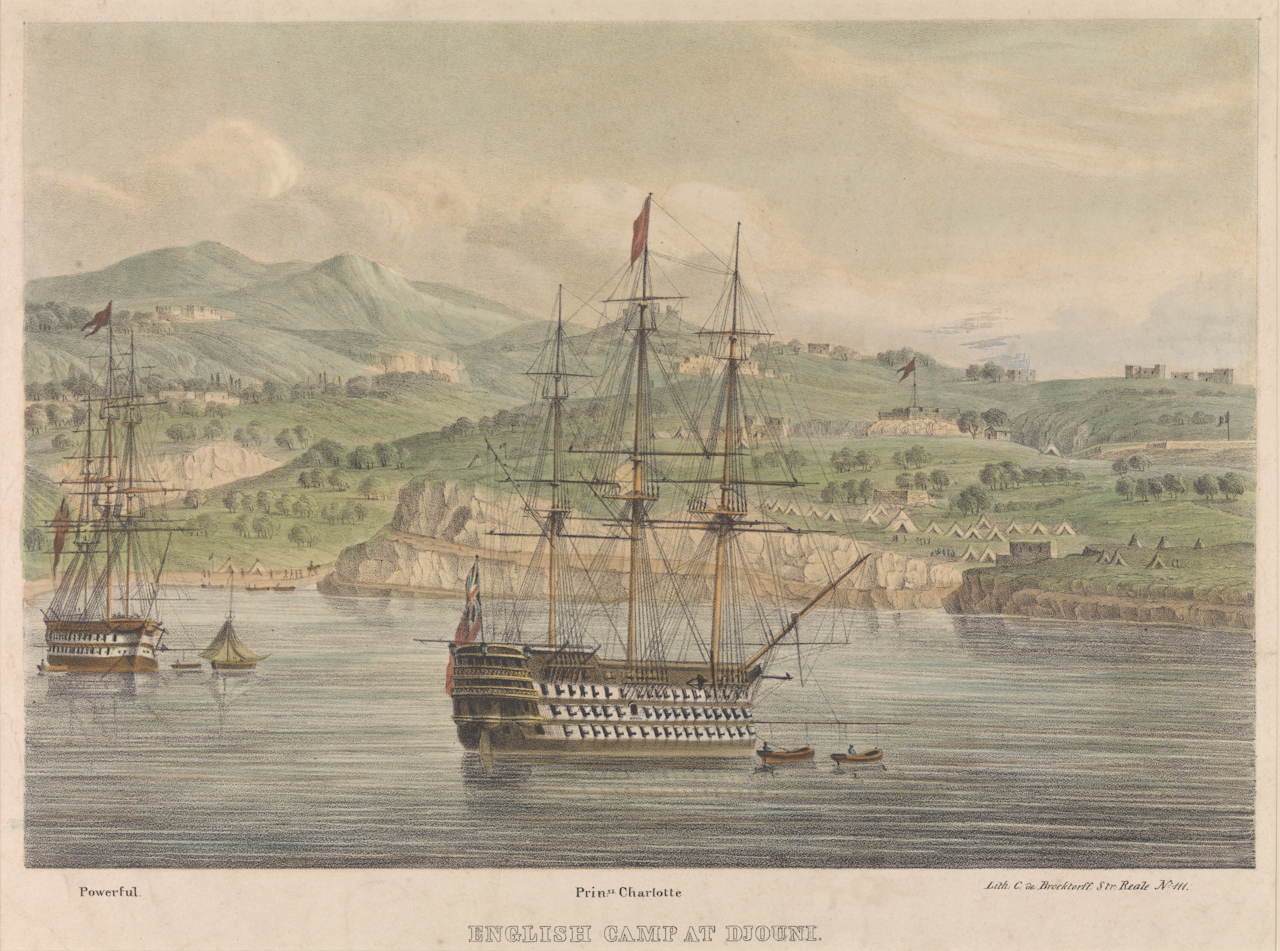
HMS Powerful e Princess Charlotte no acampamento inglês em Djouni, perto de Sidon em 1840. Durante as operações na Síria, o Princess Charlotte foi o navio bandeira do almirante Sir Robert Stopford

Em 1839, o Império Otomano se move para reocupar territórios perdidos para Maomé Ali do Egito na Primeira Guerra turco-egípcia. Assim, o sultão otomano Mamude II reúne as suas tropas na fronteira síria. Sentindo-se ameaçado por seu lado, Ibraim Paxá tomou a iniciativa de atacar as tropas otomanas. O Império Otomano invade a Síria, e Hafiz Paxá, acompanhado de Moltke, marcham com um exército para a Síria. Na Batalha de Nezib, o exército de Hafiz Paxá é derrotado pelo exército egípcio, sob o comando de Ibraim Paxá. Em 1 de julho, a frota otomana partiu para Alexandria e se rende a Maomé Ali. 
Depois de sofrer uma derrota na Batalha de Nezib, o Império Otomano parece à beira do colapso. Grã-Bretanha, Áustria e outros países europeus, correm para intervir e forçar o Egito a aceitar um tratado de paz. As tropas franco-britânicas, reforçada por tropas gregas, foram imediatamente invadirem o Egito. Observando as muitas disputas e competições entre os britânicos e os franceses, Maomé Ali tentou contemporizar, esperando por um possível fim da aliança franco-britânica. Essa expectativa agravou a sua derrota, porque os franceses estavam decididos a manter sua aliança com os britânicos na guerra.
Em 15 de julho de 1840, o Tratado de Londres é assinado entre a Quádrupla Aliança (Grã-Bretanha, Prússia, Rússia e Áustria-Hungria) e o Império Otomano reconhece o direito hereditário da família de Maomé Ali no Egito e no Sudão, mas deveriam evacuar a Síria e o Líbano. A França, com outros interesses na Palestina, não concorda com alguns termos, assim como Maomé Ali. Respondendo a essa rejeição, de setembro a novembro de 1840, a Grã-Bretanha e Áustria-Hungria iniciam um bloqueio naval ao longo da costa do delta do Nilo, e bombardeiam Beirute em 11 de setembro de 1840. Após a capitulação da cidade de Acre, em 3 de novembro de 1840, Maomé Ali teve que aceitar os termos do Tratado de Londres em 27 de novembro de 1840. O almirante britânico Charles John Napier chega a um acordo com o governo egípcio, abandonando assim reivindicações na Síria e retornando à frota otomana; os egípcios também foram forçados a deixar Creta e Hijaz, e reduzir as suas tropas para 18 mil pessoas. Em fevereiro de 1841, Ibrahim deixa a Síria e retorna ao Egito.

## Ver Também
- Crise Oriental de 1840
- Guerra Egípcio-Otomana (1831-1833)